# Öskü
Öskü là một thị trấn thuộc hạt Veszprém, Hungary. Thị trấn này có diện tích 48,3 km², dân số năm 2010 là 2333 người, mật độ 48 người/km².